# Прозелу (Амареш)
Прозелу (порт. Prozelo; МФА: [pɾu.ˈze.ɫu]) — парафія в Португалії, у муніципалітеті Амареш. Розташована в північно-західній частині країни, на теренах історичної португальської провінції Дору-Міню. Входить до складу округу Брага. За адміністративним поділом, чинним до 1976 року, терени парафії були складовою провінції Міню. Належить до Бразької архідіоцезії Католицької церкви. Патрон — святий Тома. Площа — 2,6711 км². Населення — 785 ос. (2011). Слабо урбанізований регіон. Густота населення — 293,89 осіб/км²
. Код — 030117.

## Населення
| Кількість мешканців | Кількість мешканців | Кількість мешканців | Кількість мешканців | Кількість мешканців | Кількість мешканців | Кількість мешканців | Кількість мешканців | Кількість мешканців | Кількість мешканців | Кількість мешканців | Кількість мешканців | Кількість мешканців | Кількість мешканців | Кількість мешканців |
| ------------------- | ------------------- | ------------------- | ------------------- | ------------------- | ------------------- | ------------------- | ------------------- | ------------------- | ------------------- | ------------------- | ------------------- | ------------------- | ------------------- | ------------------- |
| 1864                | 1878                | 1890                | 1900                | 1911                | 1920                | 1930                | 1940                | 1950                | 1960                | 1970                | 1981                | 1991                | 2001                | 2011                |
| 525                 | 516                 | 546                 | 551                 | 516                 | 546                 | 525                 | 634                 | 621                 | 676                 | 676                 | 579                 | 604                 | 653                 | 785                 |